# Böbrach
Böbrach è un comune tedesco di 1 689 abitanti, situato nel land della Baviera.